# Eminönü
Eminönü è un quartiere (in turco semt) di Istanbul compreso nel centrale distretto di Fatih, nel comune metropolitano di Istanbul. Già a sua volta distretto autonomo, Eminönü è il cuore del centro di Istanbul corrispondente alla zona dell'acropoli dell'antica Costantinopoli. Eminönü sorge sul suolo su cui venne edificata la capitale dell'Impero bizantino. Il ponte di Galata attraversa il Corno d'Oro sul Bosforo dove questo sbocca nel mar di Marmara. Sulla collina vi sono il palazzo di Topkapı, la Moschea Blu (Sultanahmet Camii) e Santa Sofia (Aya Sofya). Così Eminönü è la principale destinazione turistica di Istanbul. Esso divenne un distretto autonomo nel 1928, dopo essere stato parte di Fatih, il distretto che copre l'intera zona peninsulare della vecchia Istanbul entro le mura della città medievale - quella che era anticamente la capitale bizantina Costantinopoli. Dal momento che la popolazione residente è andata sistematicamente diminuendo, nel 2008 il quartiere è tornato a far parte di Fatih.

## Storia

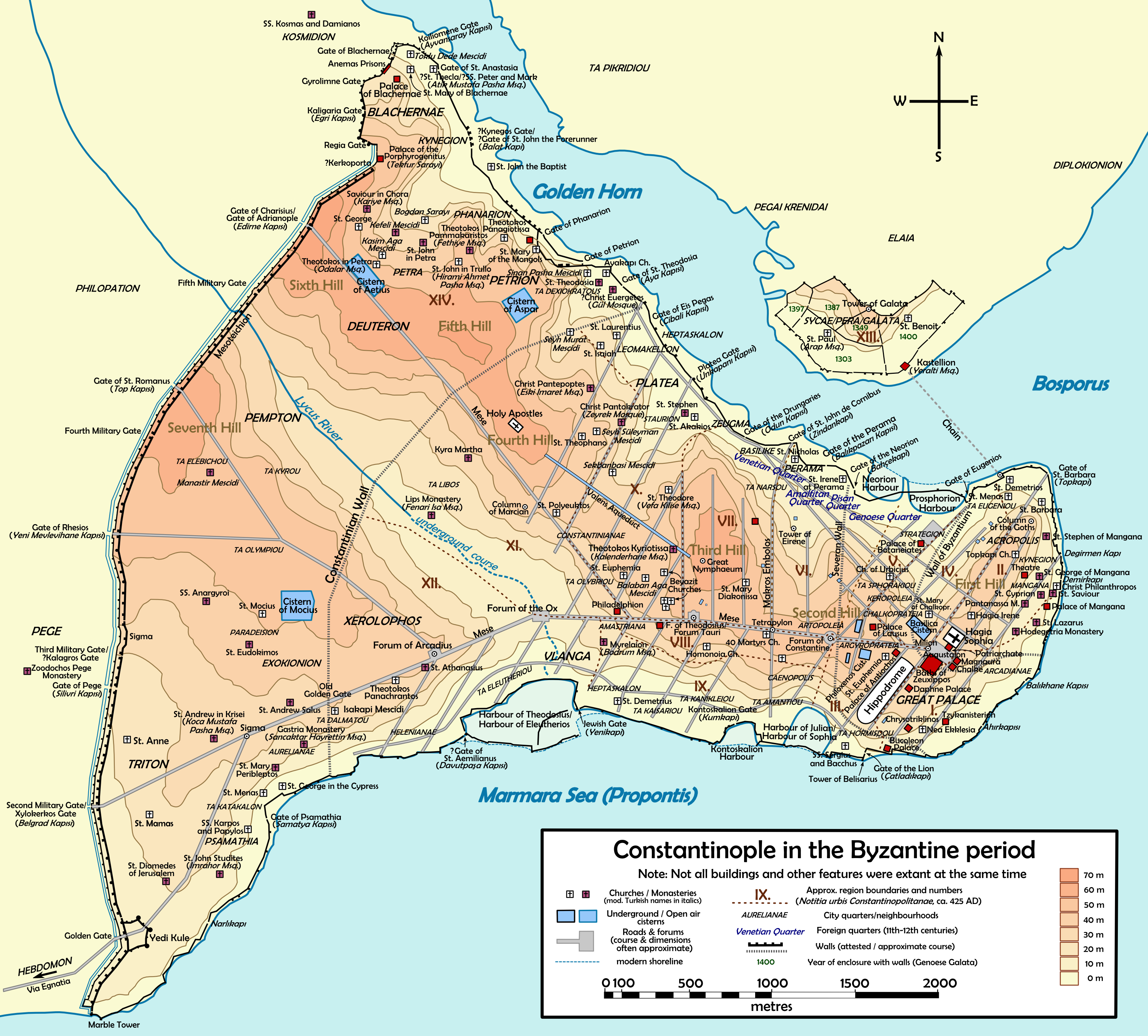
Mappa della città in epoca bizantina

Il Corno d'Oro era un porto naturale, in particolare la riva di Eminönü/Sirkeci, che essendo su di una penisola era molto ben difendibile. Fu questa la posizione che portò alla fondazione di Bisanzio e fu da qui che la città crebbe e con i quartieri vicini finì con l'essere il distretto portuale lungo il Corno d'Oro. Nel XII secolo, il porto bizantino fu occupato dai commercianti di Venezia, Amalfi, Genova e Pisa che acquistarono banchine e depositi lungo la riva del Bosforo.
Nel periodo bizantino, l'attuale area di Eminönü comprendeva i distretti di Neórion, Akrópolis, Kynégion, Arcadianae/Arkadianaí, ta Hormísdou, Amantíou, Caenopolis/Kainópolis ("Nuova città"), ta Kanikleíou, ta Narsoú, ta Kaisaríou, Artopoleía, ("bakeries"), Argyroprateía, Chalkoprateía, ta Olybríou, Constantinianae/Konstantinianaí, ta Amastrianón, Eugeníou, Pérama, Zeúgma, Stauríon, Vlánga, Heptáskalon.
Il Corno d'Oro era ancora un porto fiorente durante l'Impero ottomano occupato da importatori, magazzinieri, marinai e commercianti di ogni tipo, il centro del commercio in città, un labirinto di stradine, botteghe e mercati che conducevano alla salita per il Topkapı, il palazzo del sultano.
Il nome del quartiere, Eminönü, riflette il suo posto nella storia. Tradotto dal turco significa davanti alla giustizia. Emin significa 'giustizia' e önü significa 'di fronte a'. Probabilmente il nome deriva dal palazzo di giustizia e dalla dogana presenti sui moli. "Emin" era il titolo di un ufficiale ottomano.
Il quartiere subì delle modifiche con l'età industriale. Venne costruito il Ponte di Galata per scavalcare il Corno d'Oro; arrivarono le navi a vapore, quindi l'energia elettrica e infine la ferrovia, così che Istanbul divenne il capolinea dell'Orient Express, che giungeva alla Stazione di Sirkeci. Le mura marine ancora circondavano ancora la città, e le porte di Eminönü erano il punto di entrata per le merci e per i passeggeri. Eminönü fece parte del distretto di Fatih fino al 1928, trasformandosi in distretto autonomo nel 1928, e venendo infine riassorbita da Fatih nel 2009.
Sulla scia della stazione ferroviaria, nel tardo periodo ottomano vennero costruiti altri edifici in pietra di grandi dimensioni. Fra questi alcuni edifici commerciali (come il Dördüncü Vakıf Hanı) e l'ufficio postale centrale. Nei primi giorni dalla costituzione della Repubblica di Turchia, il distretto di Eminönü subì notevoli mutamenti, con l'apertura di una grande piazza di fronte alla Yeni Cami ottenuta demolendo tutto il quartiere circostante sino ai casotti per l'esazione del pedaggio alla fine del ponte di Galata; venne restaurato il Bazar egiziano, il mercato del pesce venne spostato lontano dalla costa del Corno d'Oro e si aprì una strada fino al nuovo ponte di Unkapanı.
Dagli anni 1950, la zona divenne intasata di traffico, che è stato in parte attenuato dalla costruzione di Kennedy Caddesi, la larga strada costiera che conduce al vecchio Aeroporto di Istanbul.

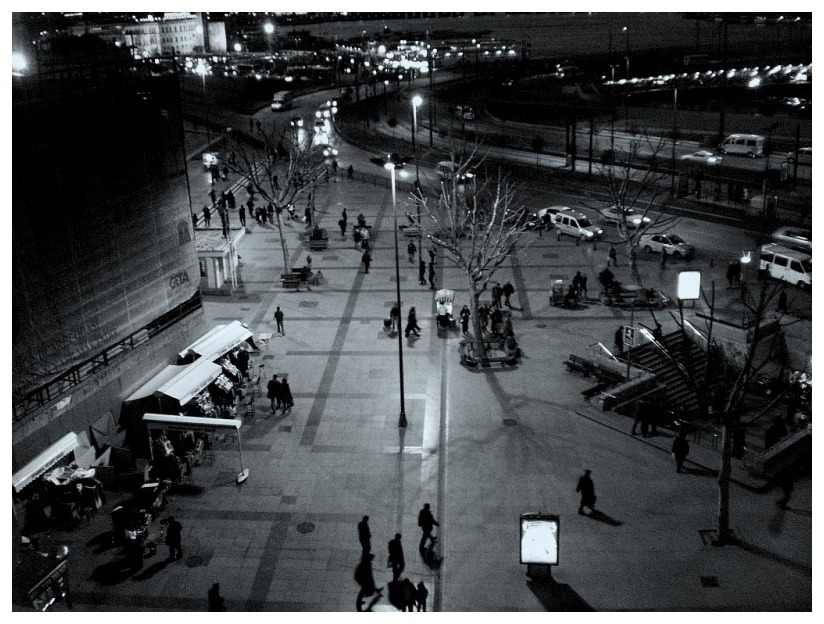
Eminönü di notte
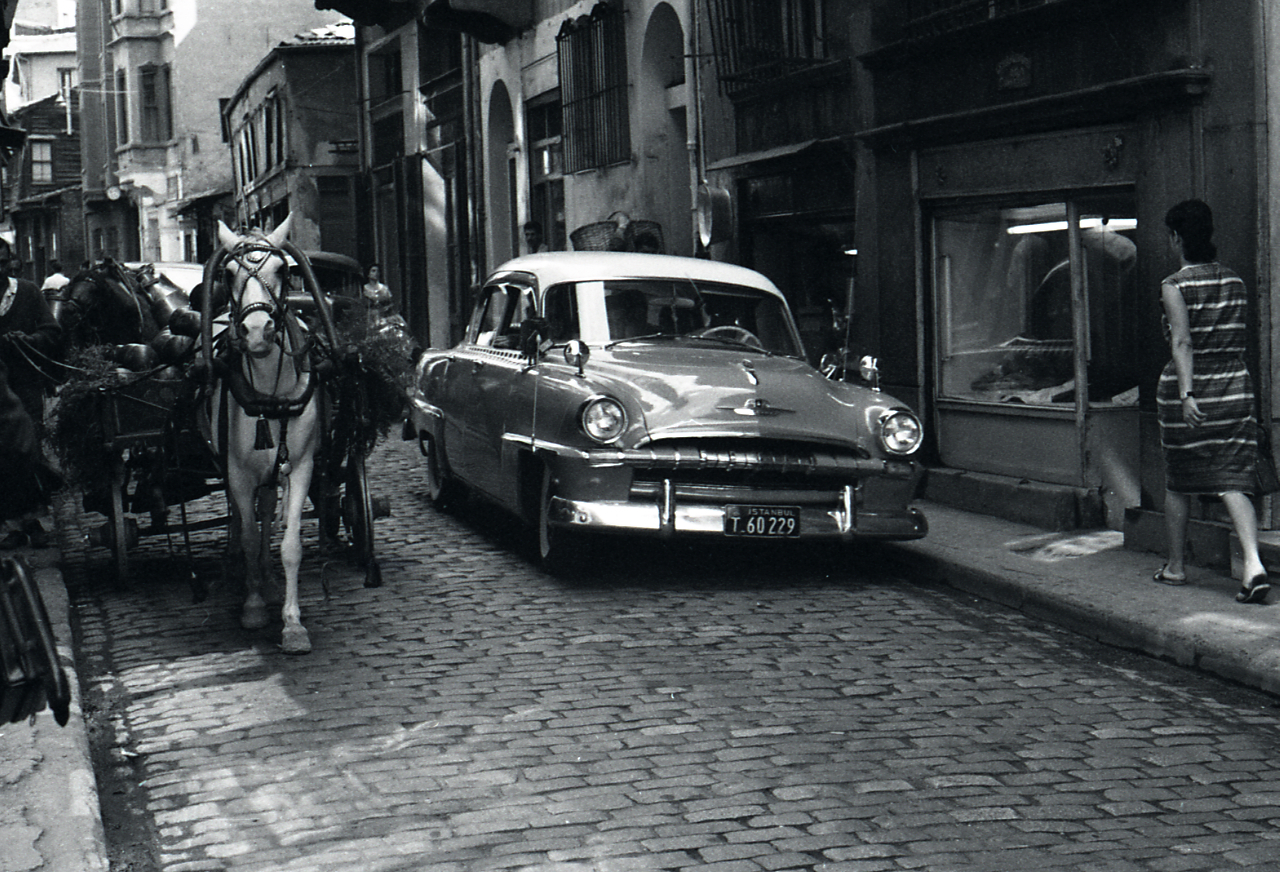
Eminönü fotografato da Paolo Monti nel 1962. Fondo Paolo Monti, BEIC
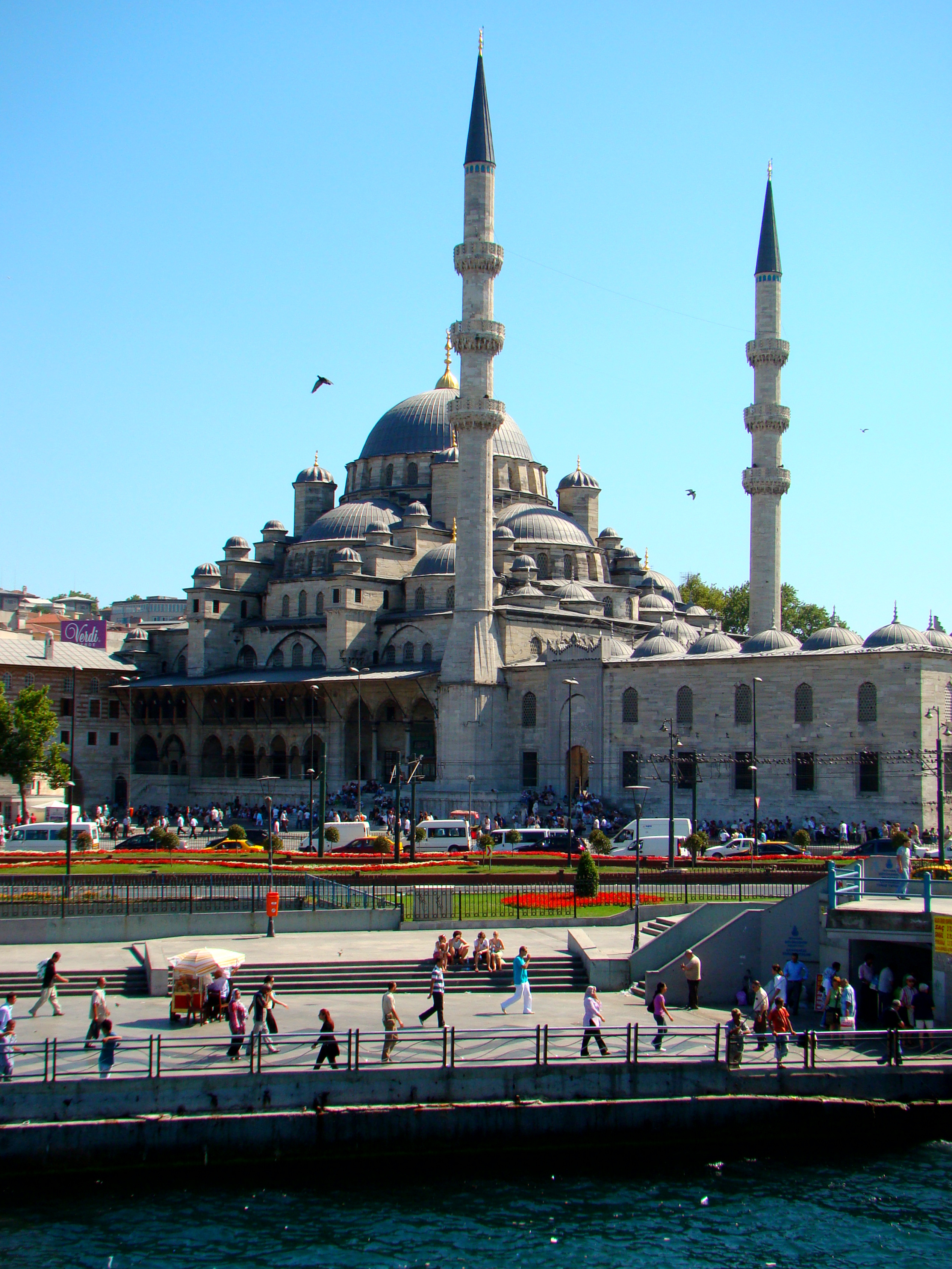
La Moschea Nuova vista dal ponte di Galata

## Monumenti e luoghi d'interesse
Eminönü dispone di molte storiche moschee e palazzi, fra i più noti di Istanbul. Recenti sviluppi hanno notevolmente migliorato Eminönü: molte delle sue strade tortuose sono state sistemate e migliorate e si è provveduto a restaurare la maggior parte delle sue moschee.
- Sultanahmet - con il Topkapı, Santa Sofia, la Moschea Blu e Santa Irene fra centinaia di altri pezzi di architettura;
- Moschea di Solimano - il grandioso complesso costruito da Solimano il Magnifico;
- Yeni Cami (Moschea Nuova) - la moschea che domina la costa sul ponte di Galata; davanti ad essa esiste un'ampia piazza frequentata da gente che dà da mangiare ai numerosi piccioni presenti.
- Gran Bazar - in stile di suq arabo.
- Bazar delle spezie - altro caravanserraglio ottomano, non grande quanto il Gran Bazar e vicino alla Yeni cami;
- Moschea di Sokollu Mehmet Pascià - nel distretto di Kadirga (il bizantino Sophianòn Limin in lingua greca).